# Saint Érasme et Saint Maurice

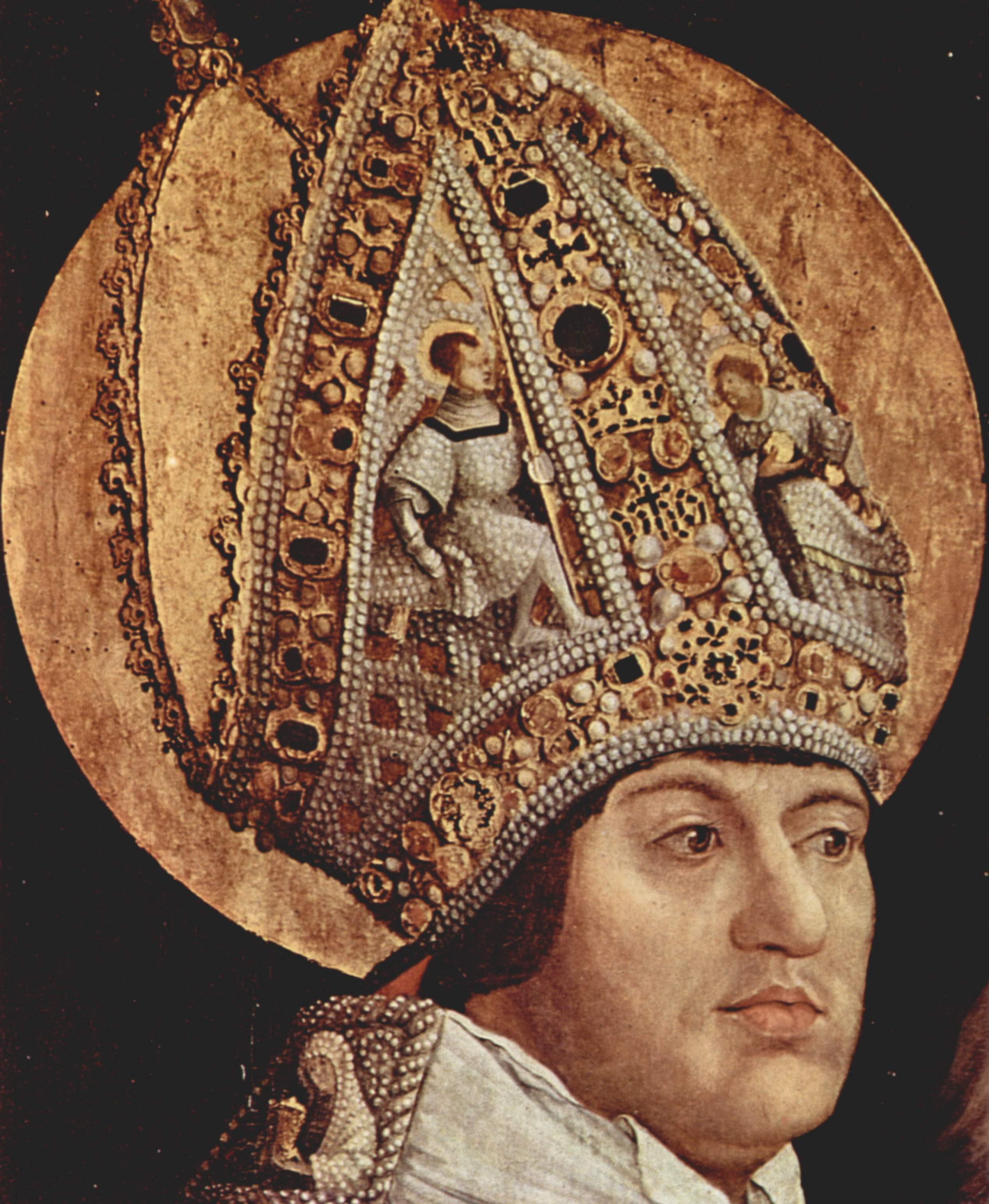
Saint Érasme.

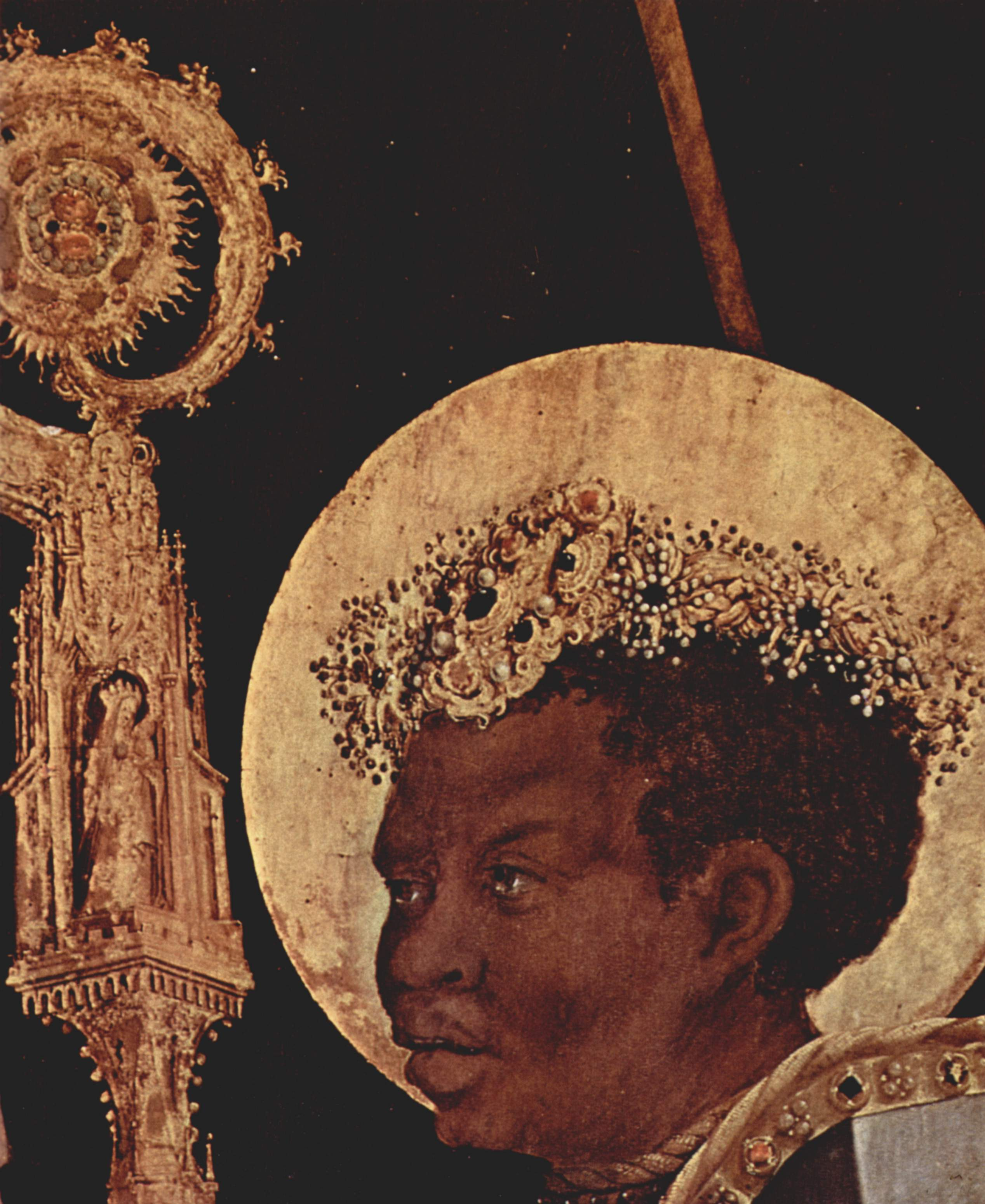
Saint Maurice.

Saint Érasme et Saint Maurice (en allemand, Die Begegnung der Heiligen Erasmus und Mauritius, littéralement La Rencontre des saints Érasme et Maurice) est l'une des œuvres les plus importantes de l'artiste allemand Matthias Grünewald. Cette  peinture à l'huile sur panneau de bois  a été réalisée entre 1520 et 1524 pour la nouvelle église collégiale de Halle-sur-Saale, nouvellement consacrée à la Résidence du prince-archevêque à Halle sur Saale. Après la suppression du monastère au cours de la Réforme, le panneau a été transféré à Aschaffenburg avec d'autres œuvres d'art. L'œuvre est conservée depuis 1986 à l'Alte Pinakothek de Munich.

## Description
Le saint Érasme en tenue épiscopale est un portrait de l'archevêque de Mayence et de Magdebourg, le cardinal Albrecht de Brandebourg, qui avait commandé le tableau à Grünewald. Le panneau représente une rencontre – non historique – de saint Maurice, chef de la légion thébaine, avec saint Érasme. Saint Maurice était patron de la Nouvelle Abbaye de Halle, de l'Archevêché de Magdebourg et du Saint-Empire romain germanique, Saint Érasme était lui patron de la Maison de Brandebourg-Hohenzollern, dont descendait Albrecht de Brandebourg. Le fuseau qu'Érasme tient dans sa main droite est l'instrument de son futur martyre : ses intestins ont été arrachés de son corps avec un treuil de navire.

## Contexte

### Représentation
Des détails comme le travail pictural de la mitre et la figure brodée à mi-corps de Marie Madeleine sur le col d'Érasme sont rendus avec le même soin que la physionomie un peu relâchée des princes-évêques. Grünewald n'apparaît pas ici comme le peintre des extases spirituelles, il a exécuté la commande avec une perfection artificielle. Un modèle n'étant pas disponible pour Maurice, le « Mohren » (« homme à la peau foncée » en vieil allemand), Grünewald a dû recourir à une statue le représentant.

### Message politique
En vue de l'approche de la Réforme, Albrecht von Brandenburg a intensifié la vénération des saints comme lien entre les personnes et les pouvoirs terrestres et les saints patrons célestes. L'identification de sa propre personne avec saint Érasme est contrastée avec saint Maurice par des attributs qui le rattachent à l'empereur Charles Quint : il porte l'armure de cérémonie que Charles portait lors de son couronnement à Aix-la-Chapelle en octobre 1520, et qui l'a plus tard donnée à Albrecht en cadeau, comme ainsi qu'une couronne de victoire ornée de bijoux. Le primat Germaniae et l'empereur romain germanique, le saint patron de l'Église, se rencontrent symboliquement sur un pied d'égalité.

## Liens web
- Données de base (pinakothek.de)
- Histoire et description (Maison de l'histoire bavaroise)

## Source de traduction
- (de) Cet article est partiellement ou en totalité issu de l’article de Wikipédia en allemand intitulé « Erasmus-Mauritius-Tafel » (voir la liste des auteurs).